# Metropolia Los Altos Quetzaltenango–Totonicapán
Metropolia Los Altos Quetzaltenango–Totonicapán − jedna z dwóch metropolii rzymskokatolickich w Gwatemali.

## Diecezje wchodzące w skład metropolii
- Archidiecezja Los Altos Quetzaltenango–Totonicapán
- Diecezja Huehuetenango
- Diecezja Quiché
- Diecezja San Marcos
- Diecezja Sololá–Chimaltenango
- Diecezja Suchitepéquez–Retalhuleu

## Biskupi
- Metropolita: abp Victor Hugo Palma Paúl (od 2024) (Quetzaltenango)
- Sufragan: kard. Alvaro Ramazzini (od 2012) (Huehuetenango)
- Sufragan: bp Juan Manuel Cuá Ajacum (od 2023) (Quiché)
- Sufragan: bp Bernabé de Jesús Sagastume Lemus (od 2021) (San Marcos)
- Sufragan: bp Domingo Buezo Leiva (od 2021) (Sololá–Chimaltenango)
- Sufragan: bp Pablo Vizcaino Prado (od 1996) (Suchitepéquez)

## Główne świątynie
- Katedra Ducha Świętego w Quetzaltenango
- Katedra Niepokalanego Poczęcia NMP w Huehuetenango
- Katedra Krzyża Świętego w Quiché
- Katedra św. Marka w San Marcos
- Katedra Wniebowzięcia NMP w Sololá
- Katedra św. Bartłomieja w Mazatenango